# Гней Корнелий Лентул Клодиан (консул)
Гней Корне́лий Ле́нтул Клодиа́н (лат. Gnaeus Cornelius Lentulus Clodianus; родился около 115 — умер после 66 гг. до н. э.) — древнеримский военачальник и политический деятель, консул 72 года до н. э., цензор 70 года до н. э. Во время своего консулата неудачно пытался подавить восстание Спартака.

## Происхождение
По рождению Гней Корнелий принадлежал к плебейскому роду Клодиев, но был усыновлён представителем древнего патрицианского рода Корнелиев. Кто именно стал его приёмным отцом, неизвестно; некоторые исследователи предполагают, что именно Лентул Клодиан упоминается в одной греческой надписи, найденной в Оропе, и в этом случае его отец носил тот же преномен — Гней.

## Биография
Будущий Гней Корнелий родился около 115 года до н. э. Во времена господства марианской «партии» он отсутствовал в Риме и вернулся в родной город только в 82 году до н. э., вместе с Луцием Корнелием Суллой. После этого он начал политическую карьеру. Предположительно тогда, ещё до перехода в род Корнелиев, молодой нобиль занимал должность народного трибуна (об этом сообщает в одной из своих речей Марк Туллий Цицерон); не позже 75 года до н. э., учитывая требования Корнелиева закона, Лентул Клодиан должен был пройти претуру, а в 72 году до н. э. он стал консулом.
Коллегой Гнея Корнелия был незнатный плебей Луций Геллий Публикола. В источниках упоминаются две законодательные инициативы консулов. Они добились принятия закона, согласно которому за провинциалами, получившими от Гнея Помпея Великого римское гражданство, закреплялся этот статус; кроме того, они предложили сенату издать указ, запрещающий заочно осуждать жителей провинций по уголовным делам. Вторая инициатива появилась в связи с новостями о злоупотреблениях Гая Лициния Верреса в Сицилии.
В это время Италию охватило масштабное восстание рабов и гладиаторов во главе со Спартаком. Угроза была настолько серьёзной, что сенат отправил на эту войну обоих консулов, дав им по два легиона; в общей сложности, учитывая вспомогательные войска, армия должна была насчитывать не менее 30 тысяч воинов. Историки предполагают, что консулы действовали согласованно и хотели атаковать Спартака с двух сторон в районе Гарганского полуострова. С этой целью Публикола двинулся через Кампанию и Апулию, а Лентул Клодиан — напрямую через Апеннины по Тибуртинской дороге.
Повстанцы помешали осуществлению этого плана, двинувшись навстречу Лентулу Клодиану. Последний был атакован во время перехода через Апеннины, и это нападение, по-видимому, оказалось неожиданным: римляне понесли серьёзные потери и были вынуждены занять оборону на одной из возвышенностей. При этом Гней Корнелий смог избежать полного поражения. Позже Спартак разгромил и второго консула и ушёл в Цизальпийскую Галлию. Осенью того же года он вернулся в Италию; консулы объединили свои силы, чтобы преградить ему путь в Пицене, но снова понесли поражение. В Риме началась паника. Сенат, убедившись, что Лентул и Публикола не могут победить врага, до истечения их полномочий передал командование Марку Лицинию Крассу.
Несмотря на военные неудачи, Гней Корнелий и Луций Геллий стали цензорами сразу после восстановления этой должности (70 год до н. э.). По мнению Теодора Моммзена, избрание именно их было антисенатской акцией, а действовали они в интересах консулов Помпея и Красса, занимавшихся тогда демонтажом политического режима, который создал Сулла. Цензоры устроили беспрецедентную чистку сената, исключив 64 человека, или примерно одну восьмую часть от общего числа сенаторов. В ходе переписи граждан (первой после 86 года до н. э.) они впервые включали в списки италиков, формально получивших гражданский статус в ходе Союзнической войны, и в результате насчитали рекордное число — 910 тысяч человек. Но исследователи констатируют, что перепись всё же была неполной.
В 67 году до н. э. Лентул Клодиан вместе с Публиколой был легатом под командованием Гнея Помпея и занимался очисткой от пиратов морей, омывавших Италию. В 66 году до н. э. он поддержал законопроект Гая Манилия, предполагавший переход к Помпею командования в Третьей Митридатовой войне. После этого Гней не упоминается в источниках: по-видимому, он вскоре умер.

## Интеллектуальные занятия
Предположительно именно Лентула Клодиана имеет в виду Цицерон, когда называет в числе ораторов эпохи Гортензия некоего Гнея Лентула. По его словам, этот нобиль «раздул славу своего красноречия скорее искусством произнесения речи, чем теми способностями, которые у него были. Он хоть и не был человеком умным, но казался таким по виду и выражению лица; и язык его не был обилен, хотя и создавалось такое впечатление; зато умелыми передышками, восклицаниями, голосом приятным и звучным он снискал себе такое восхищение, что никто не жалел о тех качествах, которых ему недоставало».

## Потомки
У Гнея был сын, тоже носивший имя Гней Корнелий Лентул Клодиан. Он занимал должность претора в 59 году до н. э.